# 레온 제이콥 콜
레온 제이콥 콜(Leon Jacob Cole, 1877년 6월 1일 ~ 1948년 2월 17일)은 미국의 유전학자이자 조류학자였다.

## 약력

### 어린 시절과 가족
콜은 1877년 6월 1일 뉴욕주 앨러게니에서 태어났다. 미시간 농업대학(Michigan Agricultural College, 현재의 미시간 주립 대학교)과 나중에 미시간 대학교에서 교육을 받았으며, 1901년에 졸업했다. 1906년에 콜은 하버드 대학교에서 박사 학위를 받았다. 같은 해에 그는 마가렛 벨처 구디나우(Margaret Belcher Goodenow)와 결혼했다. 그 부부에게는 딸과 아들이 있었다.

### 번식과 유전학
1906년부터 1910년까지 그는 로드아일랜드 실험장에서 동물 사육 및 병리학부를 담당했고, 예일 대학교에서 동물학 강사를 역임했다.
1910년 위스콘신 대학교에 들어가 대학 유전학과의 전신인 실험육종학과를 창설했다. 그는 1914년에 교수가 되었고, 1918년부터 1947년까지 유전학 교수직을 맡았다.
유전학에 대한 콜의 공헌은 광범위한 관심 분야를 포괄했으며 다양한 식물과 동물을 연구하는 다양한 대학 학과의 다양한 연구자 그룹과 협력했다. 그의 부서에서는 옥수수와 기타 식용 작물, 가금류, 젖소, 기타 가축, 꿀벌, 모피 동물의 유전적 개선을 연구했다. 새 중에서 콜과 그의 학생들은 비둘기과, 특히 집비둘기와 고리비둘기의 유전학과 잡종화에 중점을 두었다. 깃털 색깔을 고려한 논문과 함께 팀은 새의 면역학, 번식력 및 신체적 결함의 유전학에 대한 연구를 발표했다.
1923년에 헨리 월리스 장관의 요청으로 콜은 농무부에서 일하기 위해 1년 동안 휴가를 내고 축산업국의 축산과장을 역임했다. 1926년부터 1927년까지 그는 국립 연구 위원회의 생물학 및 농업 부문 회장으로 선출되었다. 그는 또한 위스콘신 예술과학 아카데미(1924~1927) 회장과 1940년 미국 유전학회 회장을 역임했다.
1920년대에 마거릿 생어와 산아제한 임상 연구국은 콜을 자문 위원회에 초대했다. 그는 피임의 잠재적인 긍정적인 우생학적 효과에 대한 정보를 제공한 것으로 알려져 있다.

### 버드 밴딩
콜은 유전학 분야의 업적 외에도 새에 특별한 관심을 가졌다. 그는 1902년에 "새의 이동을 연구하는 방법에 대한 제안"이라는 논문으로 새의 이동을 연구하기 위해 처음으로 제안했다. 그는 1902년에 물고기에 꼬리표를 붙이는 소규모 실험을 시도했지만 그 작업은 중단되었다. 1907~1908년 겨울, 콜과 뉴헤이븐 버드 클럽 회원들은 소수의 새들을 묶었다. 그 직후 미국 조류학자 연합 회의에서 콜을 회장으로 하는 미국 버드 밴딩 협회(American Bird Banding Association)가 설립되었다. 1902년부터 1922년까지 콜은 버드 밴딩에 관한 7개의 논문을 썼다. 이러한 노력으로 그는 미국 버드 밴딩의 아버지로 간주된다. 그러나 1910년에 위스콘신으로 이주하면서 현장에서 밴딩을 신경쓸 여력이 적었다.

### 탐험
1899년에 콜은 에드워드 헨리 해리먼과 수많은 과학자 및 예술가들과 함께 유명한 해리먼 알래스카 탐험대(Harriman Alaska Expedition)에 합류했다. 이 탐험에서 그는 새 예술가 루이스 아가시즈 푸에르테스(Louis Agassiz Fuertes)와 우정을 쌓았다. 훨씬 후에 푸에르테스는 콜의 실험적인 고리 비둘기 두 마리의 그림을 그렸지만 분명히 출판하지는 않았다.
1904년에 그는 유카탄 탐험대에 합류하여 128종의 새와 아종을 수집하고 식별하여 비교 동물학 박물관 게시판에 자신의 연구를 보고했다. 1901년부터 1906년까지 그는 버뮤다, 드라이 토르투가스(Dry Tortugas) 및 우즈 홀(Woods Hole)에서 현장 작업도 수행했다.

### 생애 후반 및 죽음
콜은 1939년 학과장직에서 은퇴했다. 그는 1948년 2월 17일 위스콘신 주 매디슨에서 사망했다.

## 유산
콜은 1945년 미시간 주립 대학교에서 명예 박사 학위를 받았다.